# Grand Prix Formule 1 van Hongarije 1992
De Grand Prix Formule 1 van Hongarije 1992 werd verreden op 16 augustus op de Hungaroring in Mogyoród nabij Boedapest.

## Uitslag
| Pos. | Nr. | Coureur            | Constructeur        | Rondes | Tijd / Oorzaak uitval | Grid | Punten |
| ---- | --- | ------------------ | ------------------- | ------ | --------------------- | ---- | ------ |
| 1    | 1   | Ayrton Senna       | McLaren-Honda       | 77     | 1:46:19.216           | 3    | 10     |
| 2    | 5   | Nigel Mansell      | Williams-Renault    | 77     | + 40.139              | 2    | 6      |
| 3    | 2   | Gerhard Berger     | McLaren-Honda       | 77     | + 50.782              | 5    | 4      |
| 4    | 11  | Mika Häkkinen      | Lotus-Ford          | 77     | + 54.313              | 16   | 3      |
| 5    | 20  | Martin Brundle     | Benetton-Ford       | 77     | + 57.498              | 6    | 2      |
| 6    | 28  | Ivan Capelli       | Ferrari             | 76     | + 1 Ronde             | 10   | 1      |
| 7    | 9   | Michele Alboreto   | Arrows-Mugen-Honda  | 75     | + 2 Rondes            | 7    |        |
| 8    | 4   | Andrea de Cesaris  | Tyrrell-Ilmor       | 75     | + 2 Rondes            | 19   |        |
| 9    | 17  | Paul Belmondo      | March-Ilmor         | 74     | + 3 Rondes            | 17   |        |
| 10   | 33  | Mauricio Gugelmin  | Jordan-Yamaha       | 73     | + 4 Rondes            | 21   |        |
| 11   | 8   | Damon Hill         | Brabham-Judd        | 73     | + 4 Rondes            | 25   |        |
| DNF  | 19  | Michael Schumacher | Benetton-Ford       | 63     | Afgebroken vleugel    | 4    |        |
| DNF  | 6   | Riccardo Patrese   | Williams-Renault    | 55     | Motor                 | 1    |        |
| DNF  | 22  | Pierluigi Martini  | Dallara-Ferrari     | 40     | Versnellingsbak       | 26   |        |
| DNF  | 30  | Ukyo Katayama      | Venturi-Lamborghini | 35     | Motor                 | 20   |        |
| DNF  | 27  | Jean Alesi         | Ferrari             | 14     | Spin                  | 9    |        |
| DNF  | 29  | Bertrand Gachot    | Venturi-Lamborghini | 13     | Botsing               | 15   |        |
| DNF  | 10  | Aguri Suzuki       | Arrows-Mugen-Honda  | 13     | Botsing               | 14   |        |
| DNF  | 3   | Olivier Grouillard | Tyrrell-Ilmor       | 13     | Botsing               | 22   |        |
| DNF  | 16  | Karl Wendlinger    | March-Ilmor         | 13     | Botsing               | 23   |        |
| DNF  | 32  | Stefano Modena     | Jordan-Yamaha       | 13     | Botsing               | 24   |        |
| DNF  | 14  | Eric van de Poele  | Fondmetal-Ford      | 2      | Spin                  | 18   |        |
| DNF  | 25  | Thierry Boutsen    | Ligier-Renault      | 0      | Botsing               | 8    |        |
| DNF  | 26  | Érik Comas         | Ligier-Renault      | 0      | Botsing               | 11   |        |
| DNF  | 15  | Gabriele Tarquini  | Fondmetal-Ford      | 0      | Botsing               | 12   |        |
| DNF  | 12  | Johnny Herbert     | Lotus-Ford          | 0      | Botsing               | 13   |        |
| DNQ  | 24  | Gianni Morbidelli  | Minardi-Lamborghini |        |                       |      |        |
| DNQ  | 21  | Jyrki Järvilehto   | Dallara-Ferrari     |        |                       |      |        |
| DNQ  | 23  | Alessandro Zanardi | Minardi-Lamborghini |        |                       |      |        |
| DNQ  | 34  | Roberto Moreno     | Andrea Moda-Judd    |        |                       |      |        |
| DNPQ | 35  | Perry McCarthy     | Andrea Moda-Judd    |        |                       |      |        |

## Wetenswaardigheden
- Nigel Mansell behaalde het wereldkampioenschap dankzij zijn tweede plaats.
- Het was de laatste race van Brabham. Het team zette slechts één wagen in, die van Damon Hill.
- Eric van de Poele stapte over van Brabham naar Fondmetal.

## Statistieken
| Pole-position | Riccardo Patrese | Williams-Renault | 1:15.476 |
| Snelste ronde | Nigel Mansell    | Williams-Renault | 1:18.308 |

## Noot
- Dit was de derde overwinning van de Grote Prijs van Hongarije voor Ayrton Senna (eerder gewonnen in 1988 en 1991) en hiermee vestigde hij een nieuw record. Hij verbrak het oude record van Nelson Piquet (2), gevestigd tijdens de Grote Prijs van Hongarije van 1987.

1936 · 1986 · 1987 · 1988 · 1989 · 1990 · 1991 · 1992 · 1993 · 1994 · 1995 · 1996 · 1997 · 1998 · 1999 · 2000 · 2001 · 2002 · 2003 · 2004 · 2005 · 2006 · 2007 · 2008 · 2009 · 2010 · 2011 · 2012 · 2013 · 2014 · 2015 · 2016 · 2017 · 2018 · 2019 · 2020 · 2021 · 2022 · 2023 · 2024 · 2025 · 2026 · 2027 · 2028 · 2029 · 2030 · 2031 · 2032